# Station Calonne-Ricouart
Station Calonne-Ricouart is een spoorwegstation in de Franse gemeente Calonne-Ricouart.